# 임세령
임세령(林世玲, 1977년 8월 13일~)은 대한민국의 기업인이다. 종합식품회사 대상 부회장이다.

## 학력
- 서울청담초등학교 졸업
- 세화여자중학교 졸업
- 서문여자고등학교 졸업
- 미국 뉴욕 대학교 심리학 학사

## 가족 관계
- 할아버지: 임대홍(林大洪, 1920년 4월 27일~2016년 4월 5일) 대상그룹 창업회장
  - 아버지: 임창욱(林昌旭, 1949년 5월 7일~) 대상그룹 명예회장
- 외할아버지: 박인천(朴仁天, 1901년 7월 5일~1984년 6월 16일) 금호아시아나그룹 창업회장
- 외할머니: 이순정(李順貞, 1912년 8월 23일~2010년 5월 12일)
  - 어머니: 박현주(朴賢珠, 1953년 3월 7일~) 대상홀딩스 부회장(박인천 금호아시아나그룹 창업회장의 딸)
    - 여동생: 임상민(林尚敏, 1980년 6월 6일~) 대상홀딩스 전무
    - 배우자(1998년 6월~2009년 2월): 이재용(李在鎔, 1968년 6월 23일~) - 1998년 6월에 이재용 삼성전자 회장과 결혼하였으나 2009년 2월에 이혼하였다.

  - 외삼촌: 박성용(朴晟容) 금호아시아나그룹 2대회장
  - 외삼촌: 박정구(朴定求) 금호아시아나그룹 3대회장
  - 외삼촌: 박삼구(朴三求) 금호아시아나그룹 회장
  - 외삼촌: 박찬구(朴贊求) 금호석유화학 회장
  - 외삼촌: 박종구(朴鍾九) 초대 교육과학기술부 제2차관
  - 이모: 박강자(朴康子) 금호미술관 관장 겸 금호아시아나문화재단 부이사장